# Zagra-Lin
Zagra-Lin, Zagra-lin, właśc. Kosa Zagra w Linie – oddział specjalny Armii Krajowej istniejący od grudnia 1942 roku do lipca 1943 roku, którego zadaniem było prowadzenie sabotażu i dywersji na obszarze Niemiec i na ziemiach polskich wcielonych III Rzeszy.
„Zagra-Lin" był wydzielonym zespołem wchodzący w skład Organizacji Specjalnych Akcji Bojowych („Osa”-„Kosa 30”). W czasie swojej ośmiomiesięcznej działalności przeprowadził wiele zakończonych sukcesem akcji bojowych, w tym zamachy bombowe w Berlinie i Wrocławiu. Został rozwiązany w lipcu 1943 roku, w konsekwencji rozbicia przez Gestapo krajowego ośrodka „Osy”-„Kosy 30”.

## Geneza
W czasie niemieckiej okupacji, po utworzeniu Armii Krajowej, przeprowadzanie zamachów w miejscach publicznych na terenie III Rzeszy nakazał Komendant Główny AK, gen. Stefan Rowecki ps. „Grot”. Miały one stanowić odwet za niemiecki terror na ziemiach polskich. Prawdopodobnie pierwsze tego typu akcje wykonywały 2–3 osobowe zespoły delegowane z Warszawy na terytorium Niemiec. Jednym z dywersantów miał być oficer, który przed wojną służył pod komendą gen. Roweckiego. W towarzystwie niezidentyfikowanej łączniczki, jeździł  kilkakrotnie do Berlina, oficjalnie w celach handlowych, za każdym razem dokonując aktów dywersji lub sabotażu na terytorium Rzeszy.
W maju 1942 roku dowództwo AK powołało do życia Organizację Specjalnych Akcji Bojowych („Osa”). Był to głęboko zakonspirowany oddział dyspozycyjny Komendanta Głównego AK, wykonujący akcje bojowe na jego bezpośrednie zlecenie. „Osie” powierzano zadania o specjalnym znaczeniu, takie jak likwidacja wysokich rangą dygnitarzy nazistowskich i szczególnie okrutnych przedstawicieli aparatu okupacyjnego i prowadzenie „wielkiej dywersji”.
Jednym z żołnierzy „Osy” był pochodzący z Górnego Śląska,  por. piech. Bernard Drzyzga – uciekinier z Oflagu II C w Woldenbergu. W grudniu 1942 roku dowódca „Osy”, ppłk Józef Szajewski ps. „Philips”, polecił mu zadanie zorganizowania w Warszawie zespołu do działań dywersyjnych poza terytorium Generalnego Gubernatorstwa. Jednostka ta otrzymała kryptonim „Zagra-Lin", co było skróconą wersję nazwy „Kosa Zagra w Linie” („Zagra” oznaczał „zagraniczny”, podczas gdy „Lin” był kodowym oznaczeniem Warszawy). W lutym 1943 roku „Zagra-Lin" razem z pozostałymi pododdziałami „Osy” (zwanej odtąd „Kosą 30”) został włączony do struktur Kierownictwa Dywersji.

## Struktura organizacyjna
Siedzibą „Zagra-Linu” była Warszawa; dysponował ponadto komórkami w Bydgoszczy i Kaliszu, a przejściowo także komórką w Rydze. Zazwyczaj podaje się, że w szeregach oddziału służyło 18 osób. Dowódca oddziału w swych wspomnieniach wymienia natomiast 22 nazwiska i pseudonimy członków oddziału, dodając jednocześnie, że komórki bydgoska i kaliska posiadały około 10–15 dodatkowych współpracowników, a komórka w Rydze: jednego Polaka i dwóch Litwinów „do dyspozycji”. Żołnierzy „Zagra-Linu” charakteryzowała w większości wypadków doskonała znajomość języka niemieckiego i stosunków panujących w Niemczech.
Dowódcą „Zagra-Linu” był przez cały okres jego istnienia por. Bernard Drzyzga, posługujący się pseudonimami „Jarosław”, „Bogusław Jarosław”, „Kazimierz 30”. Jego zastępcą był Józef Lewandowski ps. „Jur”. Jako mieszkaniec Bydgoszczy, w dodatku urodzony w Berlinie, miał on niemieckie obywatelstwo i pracował w roli przedstawiciela niemieckich firm budowlanych. Posiadał dzięki temu dostęp do materiałów wybuchowych, a będąc osobą mniej narażoną na rewizje mógł przewozić broń i konspiracyjne materiały, i osobiście podkładać bomby. Drzyzga i Lewandowski poznali się w Częstochowie, u szwagra tego ostatniego, który był znajomym Drzyzgi.
W warszawskiej komórce „Zagra-Linu" służyła m.in. Stefania Lewandowska ps. „Halina I” i Jadwiga Tarnowska ps. „Jadzia”. Dowódcą komórki bydgoskiej był Wojciech Lewandowski ps. „Wojtek”, a jego zastępcą,  Jan Lewandowski ps. „Jan”. Funkcję dowódcy i zastępcy dowódcy komórki kaliskiej pełnili  odpowiednio: Janusz Łuczkowski ps. „Mały” i Franciszek Lendzion ps. „Ogrodnik”. W szeregach „Zagra-Linu" służyli także Maria Gajkowska-Wasilewska ps. „Halina W” (komórka kaliska) i Leon Hartwig ps. „Leon” (komórka bydgoska).

## Akcje bojowe
„Zagra-Lin” zasłynął przede wszystkim przeprowadzeniem zamachów bombowych w stolicy nazistowskich Niemiec. Pierwsza akcja bojowa w Berlinie miała miejsce 24 lutego 1943 roku. Podłożona przez polskich żołnierzy bomba eksplodowała tego dnia na peronie podziemnej stacji kolejki miejskiej S-Bahn przy Friedrichstraße. Informatorzy AK donieśli, że wskutek wybuchu zginęło 36 osób, a 78 osób odniosło rany. Niemiecka prasa informować miała natomiast o pięciu zabitych.
Drugą akcją „Zagra-Linu” w Berlinie był zamach bombowy na dworcu kolejowym Friedrichstrasse, przeprowadzony 10 kwietnia 1943 roku. Podłożona przez polskich żołnierzy bomba wybuchła w momencie, gdy przy peronie zatrzymały się dwa pociągi z urlopowanymi żołnierzami Wehrmachtu. Zginęło 14 osób, a 60 osób odniosło rany. Po tej akcji Adolf Hitler polecił Reichsführerowi-SS Himmlerowi, aby przejął osobisty nadzór nad śledztwem. Wyznaczono 10 tys. marek nagrody za głowę każdego dywersanta. Niemcom nie udało się jednak schwytać żadnego z zamachowców.
Kolejną znaną akcją „Zagra-Linu” był zamach bombowy na Dworcu Głównym we Wrocławiu, który został przeprowadzony 23 kwietnia 1943 roku. Do ataku wyznaczono Józefa Lewandowskiego, pseudonim "Jur", który posiadał niemieckie obywatelstwo i doskonale władał językiem niemieckim. Poza nim w akcji brała udział jego żona - Stefania oraz dowódca oddziału - Bernard Drzyzga. Operacja rozpoczęła się w godzinach porannych, kiedy liczebność niemieckiej żandarmerii była niewielka. Podłożona przez polskich żołnierzy bomba wybuchła w momencie, gdy przy peronie zatrzymał się pociąg z urlopowanymi żołnierzami Wehrmachtu. Ładunek zawierał około 2 kg trotylu, 200 g materiału plastycznego oraz 2 kg gwoździ. Według polskich źródeł zginęło czterech żołnierzy, a kilkunastu odniosło obrażenia. Niemcy przyznali się jedynie do czterech ciężko rannych i kilkunastu lekko rannych.
W kolejnych miesiącach „Zagra-Lin” przeprowadził szereg akcji wymierzonych w niemiecki transport kolejowy. 12 maja 1943 roku w okolicach Rygi wysadzono pociąg z amunicją i sprzętem wojskowym. 24 maja żołnierze „Zagra-Linu” zniszczyli pociąg z ładunkiem żywności i paszy na linii Bydgoszcz–Gdańsk. Między początkiem czerwca a połową lipca wysadzono trzy niemieckie pociągi na Litwie i dwa kolejne na Łotwie. Ponadto na początku lipca żołnierze „Zagra-Linu” obrzucili granatami restaurację w Rydze, mającą status Nur für Deutsche. W lokalu miało zginąć lub odnieść rany nawet do 100. Niemców, przeważnie esesmanów i żandarmów.
W 1943 roku „Zagra-Lin” planował także wysadzenie pociągu specjalnego Adolfa Hitlera, który miał przejeżdżać przez Bydgoszcz. Pod torami, w odległości około 8 kilometrów od miasta, podłożono ładunki wybuchowe. Ostatecznie zamach nie doszedł do skutku, gdyż pociąg nie pojawił się na spodziewanej trasie przejazdu.
W tym samym roku „Zagra-Lin” otrzymał zadanie uwolnienia gen. Władysława Bortnowskiego, którego Niemcy przetrzymywali w Oflagu VII A Murnau w Bawarii. Ostatecznie akcja nie doszła do skutku, gdyż przekupiony przez Polaków niemiecki piekarz, który miał odegrać kluczową rolę w wydostaniu generała z obozu, został niespodziewanie powołany do Wehrmachtu.

## Rozwiązanie oddziału
5 czerwca 1943 roku Gestapo wtargnęło do kościoła pw. św. Aleksandra na pl. Trzech Krzyży w Warszawie, w którym odbywał się ślub por. Mieczysława Uniejewskiego ps. „Marynarz”, oficera „Osy”-„Kosy 30”, z siostrą żołnierza tego oddziału, Teofilą Suchanek. W ręce Niemców wpadło 89 osób, w tym blisko 25. żołnierzy „Osy”-„Kosy 30”, którzy wbrew wszelkim zasadom konspiracji wzięli udział w ślubie kolegi. Z kolei 12 lipca aresztowany został szef sztabu oddziału, por. Mieczysław Kudelski ps. „Wiktor”.
Żaden z członków „Zagra-Linu” nie padł ofiarą „wsypy” w kościele św. Aleksandra. Wobec dekonspiracji „Osy”-„Kosy 30”, dowództwo AK podjęło jednak decyzję o rozwiązaniu całego oddziału, łącznie z zespołem zagranicznym. Bernard Drzyzga został przeniesiony na stanowisko zastępcy dowódcy Kedywu w Okręgu AK „Łódź”. Józef Lewandowski trafił  do osobistej dyspozycji dowódcy Kedywu, płk. Emila Fieldorfa ps. „Nil”.